# Velký vrch (Svitavská pahorkatina)
Velký vrch (604 m n. m.) je vrch v okrese Svitavy v Pardubickém kraji. Leží asi 2 km severně od města Polička na jeho katastrálním území.

## Geomorfologické zařazení
Geomorfologicky vrch náleží do celku Svitavská pahorkatina, podcelku Loučenská tabule, okrsku Poličská tabule a podokrsku Květenská tabule.